# دائرة فرنسا الثانية الانتخابية
دائرة فرنسا الثانية الانتخابية أو فرنسا 2 (بالفرنسية: Deuxième circonscription de la France)‏ هي واحدة من الدوائر الانتخابية للتونسيين في الخارج الذين يبلغ عددهم 6، وذلك إلى ال27 دائرة انتخابية في داخل تونس.

تتكون هذه الدائرة من النصف الجنوبي لفرنسا وتغطي قنصليات ليون وتولوز وغرونوبل ونيس ومارسيليا. خصص لهذه الدائرة 5 مقاعد من جملة 217 مقعد في مجلس نواب الشعب.

## نتائج الانتخابات

### التشريعية

#### 2014
| الحزب                                     | الحزب                                     | الأصوات | النسبة | المقاعد |
| ----------------------------------------- | ----------------------------------------- | ------- | ------ | ------- |
|                                           | نداء تونس                                 | 987 12  | 42.09% | 2       |
|                                           | حركة النهضة                               | 134 8   | 26.36% | 2       |
|                                           | القائمة المستقلة «نداء التونسيين بالخارج» | 814 1   | 5.88%  | 1       |
|                                           |                                           |         |        |         |
| المجموع                                   | المجموع                                   |         | 100%   | 5       |
|                                           |                                           |         |        |         |
| الأصوات الصحيحة                           | الأصوات الصحيحة                           | 852 30  | 100%   |         |
| الملغاة/البيضاء                           |                                           |         |        |         |
|                                           |                                           |         |        |         |
| المصوتين (نسبة المشاركة)                  |                                           |         |        |         |
| الإمتناع عن التصويت                       |                                           |         |        |         |
| مجموع المسجلين                            |                                           |         |        |         |
| المصدر: الهيئة العليا المستقلة للانتخابات |                                           |         |        |         |

## قائمة ممثلين الدائرة
| المجلس                                     | النواب                                  | النواب                   | النواب                 | النواب                    | النواب | النواب                                    | النواب | النواب                                                                                        | النواب | النواب                                                   |
| المجلس                                     | نائب 1                                  | نائب 1                   | نائب 2                 | نائب 2                    | نائب 3 | نائب 3                                    | نائب 4 | نائب 4                                                                                        | نائب 5 | نائب 5                                                   |
| ------------------------------------------ | --------------------------------------- | ------------------------ | ---------------------- | ------------------------- | ------ | ----------------------------------------- | ------ | --------------------------------------------------------------------------------------------- | ------ | -------------------------------------------------------- |
| المجلس الوطني التأسيسي (2011–2014)         |                                         | ناجي الجمل (حركة النهضة) |                        | دليلة الببة (حركة النهضة) |        | الهادي بن عباس (المؤتمر من أجل الجمهورية) |        | كريمة سويد (التكتل الديمقراطي من أجل العمل والحريات ثم مستقلة ثم المسار الديمقراطي الاجتماعي) |        | محمود الماي (الحزب الديمقراطي التقدمي ثم الحزب الجمهوري) |
| المجلس الوطني التأسيسي (2011–2014)         | بنورة بن حسن (المؤتمر من أجل الجمهورية) | ناجي الجمل (حركة النهضة) |                        | دليلة الببة (حركة النهضة) |        |                                           |        | كريمة سويد (التكتل الديمقراطي من أجل العمل والحريات ثم مستقلة ثم المسار الديمقراطي الاجتماعي) |        | محمود الماي (الحزب الديمقراطي التقدمي ثم الحزب الجمهوري) |
| مجلس نواب الشعب - المدة الأولى (2014–2019) |                                         | ناجي الجمل (حركة النهضة) | كمال ذوادي (نداء تونس) | دليلة الببة (حركة النهضة) |        | ناجية بن عبد الحفيظ (نداء تونس)           |        | رياض جعيدان («نداء التونسيين بالخارج»)                                                        |        |                                                          |

## مقالات ذات صلة
- الانتخابات في تونس